# Хомберг (Ом)
Хомберг (нем. Homberg) — город в Германии, в земле Гессен. Подчинён административному округу Гиссен. Входит в состав района Фогельсберг. Население составляет 7.724 человек (на 2009 года). Занимает площадь 88 км². Официальный код — 06 5 35 009.
Город подразделяется на 14 городских районов.

## Фотографии

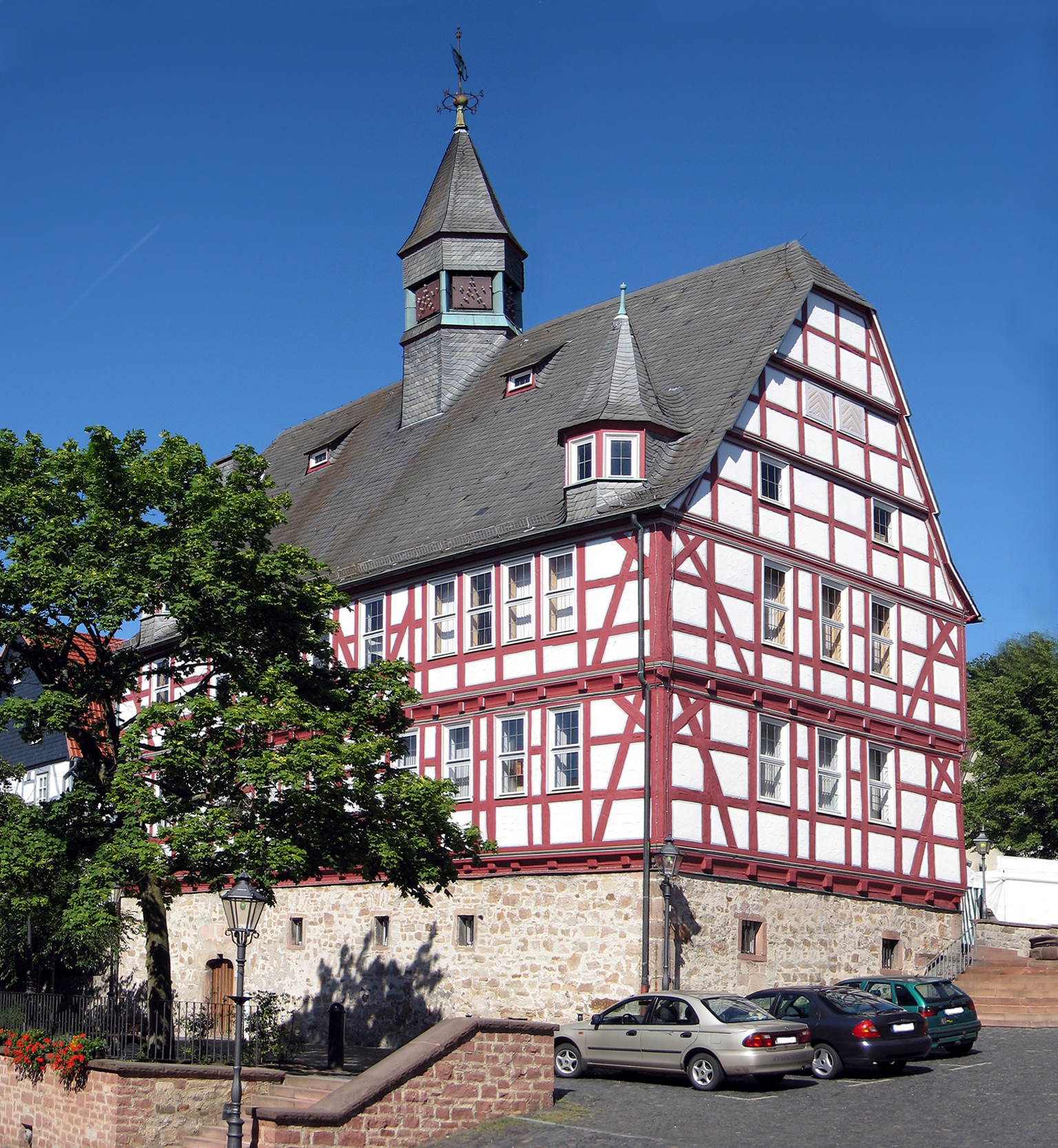
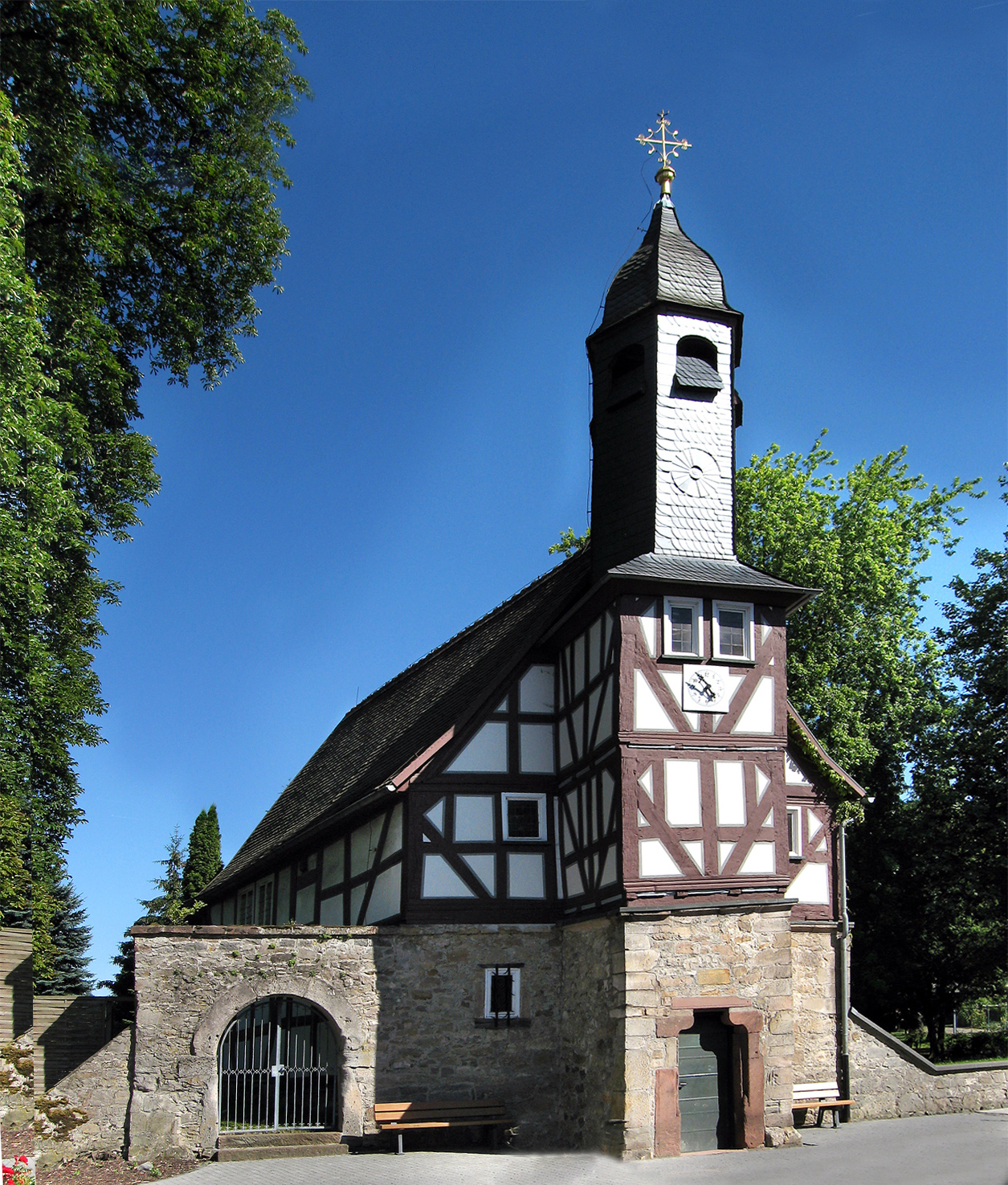
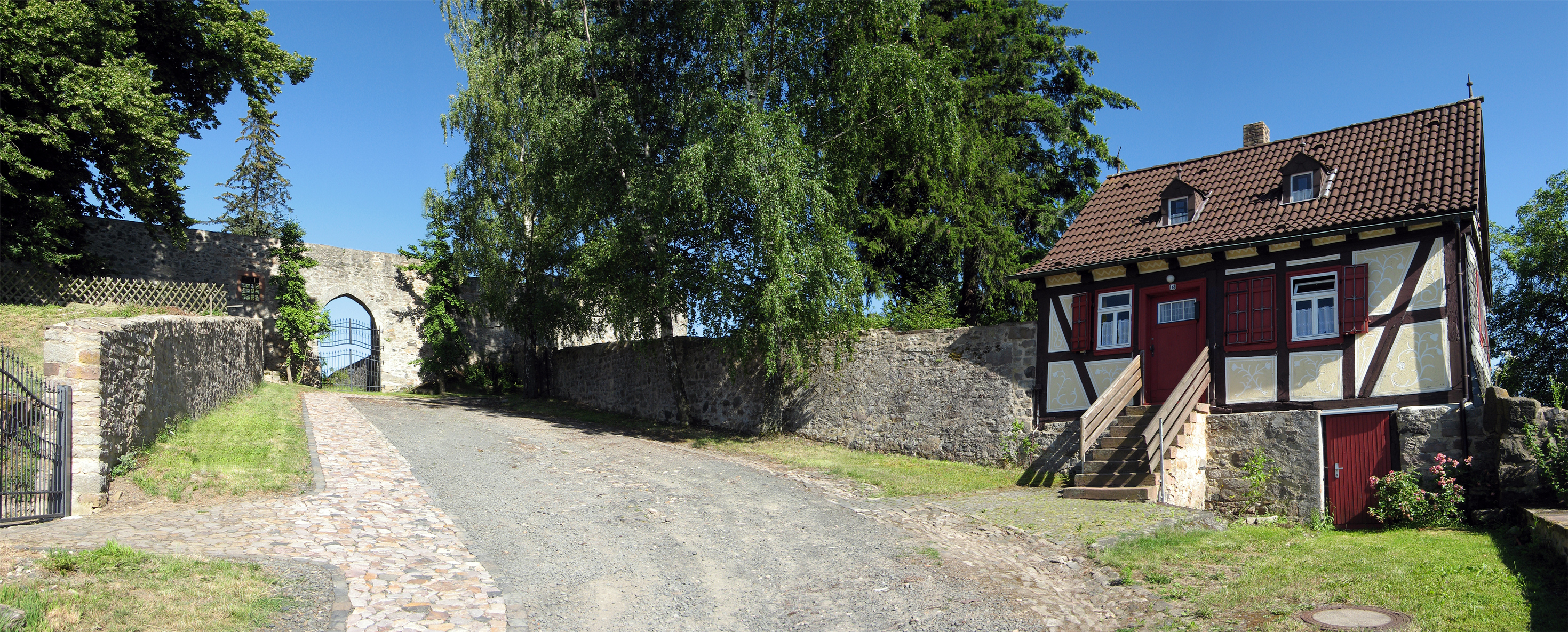